# Giuseppe Elio Ligotti
Giuseppe Elio Ligotti (Roma, 27 giugno 1946) è un poeta e romanziere italiano.

## Biografia
Nato da genitori siciliani (di Castellammare del Golfo), ha insegnato per tanti anni lettere classiche in diversi licei romani (Manara, Orazio, Aristofane, Augusto, Giulio Cesare), dove ha tenuto anche corsi di scrittura creativa.
Nel 1978 ha esordito nella poesia con la silloge L'elegia del dubbio, con prefazione di Giorgio Bàrberi Squarotti. Sono seguiti i volumi En aras! (1980), con prefazione di Walter Mauro, La metà dell'eterno (1985), con prefazione di Eugenio Ragni, e Il silenzio, la sciarada, la notte (1992), con prefazione di Eugene Ostrocholwschi.
Dopo un lavoro decennale ha portato a termine un poema in rigorosa terza rima dantesca, di cui sono usciti i primi cinquanta canti con il titolo Una mezza commedia (Roma, Arion, 2000), mentre la versione integrale, intitolata Romanzo italiano e composta da cento canti, è ancora inedita: le tre cantiche si intitolano Erratico (anagramma di Retorica), Intimi mari (anagramma di Miti in rima) e Rapsodia zero (anagramma di Paradiso zero).
Nel 2008 ha pubblicato, per l'editore messinese GBM, un romanzo fantastorico su Tigellino, I numeri del fuoco. Nel 2020 è uscito, per i tipi di Porto Seguro, un prosimetro, Lo pseudonimo, costituito da una parte narrativa e da una breve raccolta di versi (La verità nuda), attribuita a uno dei protagonisti della storia.
Sotto lo pseudonimo di Nelson Martinico ha pubblicato quattro romanzi. Il primo, Dovevamo saperlo che l'amore (2011), è un'autobiografia familiare, che ripercorre più generazioni, dall'Ottocento fino alla fine del secolo scorso. Il secondo, Il buono, il brutto e il figlio del cattivo, dato alle stampe da Bompiani nel 2014, è un sequel letterario del noto film di Sergio Leone: purtroppo il libro è stato ritirato dal commercio per volere degli eredi del regista.
Nel febbraio 2023 esce per Molesini Editore Venezia la silloge poetica L'alga del tempo; il libro viene proposto per la prima edizione del Premio Strega Poesia e nel 2024 si aggiudica il Premio nazionale di letteratura naturalistica Parco Majella (XXVII edizione) per la sezione Poesia.

## Opere letterarie
Con il nome di Giuseppe Elio Ligotti

### Poesia
- L'elegia del dubbio, Quarto d'Altino, Rebellato, 1978.
- En aras!, Roma, Abete, 1980.
- La metà dell'eterno, Roma, Ianua, 1985.
- Il silenzio, la sciarada, la notte, Roma, Interlibro, 1992.
- Una mezza commedia, Roma, Arion, 2000.
- L'alga del tempo, Venezia, Molesini, 2023.

### Narrativa
- I numeri del fuoco, Messina, GBM, 2008
- Lo pseudonimo, Firenze, Porto Seguro, 2020.
- Quella stagione dal colore azzurro, Vicenza, Ronzani, 2023.

### Scolastica
- Simpateia, Napoli, Loffredo, 1997.
- Antiquae novitates, con Luigi Spagnolo, Firenze, Emmebi, 2007.

Con lo pseudonimo di Nelson Martinico

### Narrativa
- Dovevamo saperlo che l'amore, Copertino, Lupo Editore, 2011.
- Il buono, il brutto e il figlio del cattivo, Milano, Bompiani, 2014.
- La proprietà transitiva[7] (scritto a quattro mani con Federico Ligotti), Santa Maria Capua Vetere, Spartaco, 2015.
- Le pergamene di Sertorio[8], Santa Maria Capua Vetere, Spartaco, 2017.